# Francisco Javier Castaños
Francisco Javier Castaños Aragorri Urioste y Olavide, i duque de Bailén (Madrid, 22 de abril de 1758-Madrid, 24 de septiembre de 1852) fue un militar y político español que sobresalió durante las guerras revolucionarias francesas y la guerra de la Independencia española. Fue presidente del Consejo de Regencia entre el 1 de febrero y el 29 de mayo de 1810 en la España libre de los franceses. Prócer del Reino de 1834 a 1836, entre 1834 y 1835 presidió el Estamento de Próceres; aprobada la Constitución de 1837, fue elegido senador por la provincia de Barcelona en los últimos años de la regencia de María Cristina de Borbón de 1837 a 1840 y de nuevo en 1844, a la caída de Espartero, y senador vitalicio desde 1845 hasta su muerte.

## Biografía
Nacido en Madrid, era de origen vasco, hijo de María Concepción Aragorri Olavide y de su segundo marido, Juan Felipe Castaños Urioste, los dos pertenecientes a distinguidas familias. María Concepción de Aragorri había nacido en la localidad vascofrancesa de Ainhoa, dentro de una familia de comerciantes que pronto se trasladaría a San Sebastián. Su hermano Simón llegó a convertirse en un poderoso banquero y a ser ministro de hacienda con Carlos III, siendo nombrado i marqués de Iranda en 1769. Muerto su primer marido, Manuel de las Casas y de la Cuadra, natural de Sopuerta (Vizcaya) e intendente de la marina guipuzcoana, María de Aragorri volvió a casarse en segundas nupcias con el también vizcaíno Juan Felipe Castaños y Urioste, nacido en Portugalete, sobrino de Felipe de Urioste, comisario ordenador de Marina y juez de Indias en Guipúzcoa, y él mismo ordenador de los reales ejércitos y embajador extraordinario enviado por Felipe V al ducado de Parma.
Francisco Javier Castaños tuvo una hermana, María Concepción, que se casó con Francisco Luis Héctor de Carondelet, el cual fue gobernador de Luisiana y Florida y presidente de la Real Audiencia de Quito.
Así mismo, tuvo varios hermanastros, hijos del primer matrimonio de su madre: Luis de las Casas y Aragorri, gobernador de Cuba y capitán general de Cádiz; su hermano Simón, embajador en Londres; Rosa María, casada con Alejandro O'Reilly —el militar de más prestigio en su época—; Engracia, unida a Pedro Gómez Iríbar-Navarra, oidor de la Real Audiencia de Cataluña y por último, Isabel, desposada con Jerónimo Girón y Moctezuma, marqués de las Amarillas, gobernador de Barcelona y virrey de Navarra. Por tanto, el hijo de ambos, el general Pedro Agustín Girón Las Casas, sería sobrino de Castaños y lucharía junto a él en la guerra de la Independencia. Girón, a su vez, enlazó con la hija del político y militar José Manuel de Ezpeleta, siendo su hijo Francisco Javier Girón Ezpeleta, fundador de la Guardia Civil.

### Ascenso en el escalafón militar
A los diez años de edad, Castaños recibió el grado de capitán de infantería, que el rey Carlos III le concedía en atención a los méritos de su padre. Pasó a estudiar, como oficial de corta edad, al Seminario de Nobles, formación que completaría después en la Academia de Barcelona.
A los dieciséis años es destinado al Regimiento «Saboya», en Cádiz, comenzando así su larga vida militar. A los veinticuatro años asciende a sargento mayor —comandante—, a los veintiséis a teniente coronel y a los treinta y uno a coronel graduado.
Al ascender a coronel, le fue confiado el mando del Regimiento «África», con el que en 1793 prestó sus servicios durante la llamada Guerra de la Convención que el rey Carlos IV declaró a la Francia republicana, luchando en los Pirineos Occidentales bajo las órdenes del general Ventura Caro, jefe del Ejército de Navarra. En 1794 fue ascendido a brigadier, siendo poco después herido gravemente en la cabeza en la defensa de San Marcial (Guipúzcoa). Restablecido, fue nombrado mariscal de campo en 1795. En 1802 fue ascendido a teniente general por la defensa del puerto del Ferrol contra los ingleses —lo que le valió, por cierto, ser nombrado alcalde honorario de Portugalete—. Así mismo, fue nombrado para el mando de la comandancia del Campo de Gibraltar, cuya sede traslada desde San Roque hasta Algeciras.

### La guerra de la Independencia

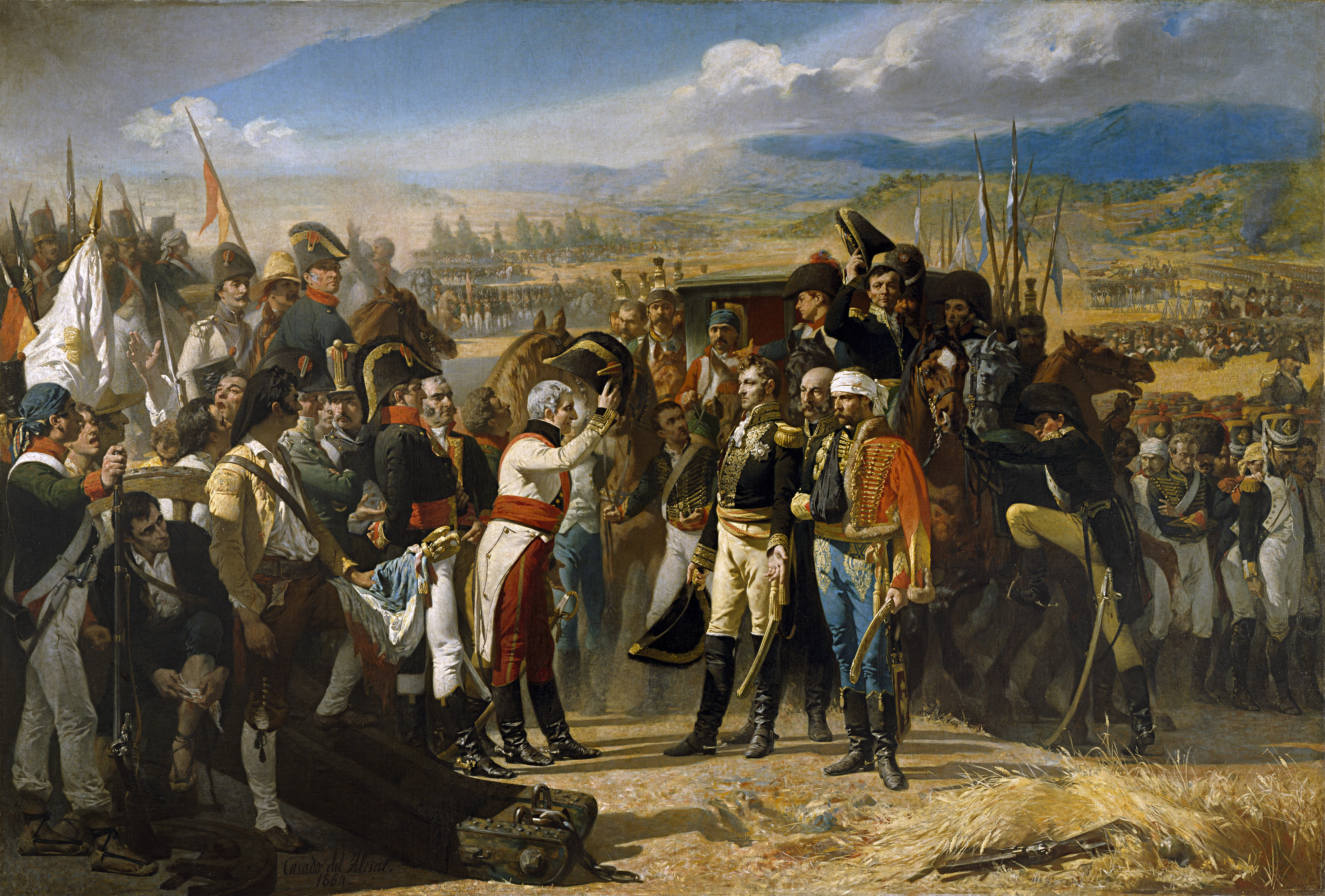
La Rendición de Bailén, por José Casado del Alisal. Museo del Prado, Madrid.

En 1808, comenzada la guerra de la Independencia, recibe de la Junta Suprema de Sevilla, presidida por Francisco Saavedra, el encargo de formar un ejército en Andalucía, siendo nombrado capitán general. Tras la victoria de la batalla de Bailén e instaurada la Junta Central Suprema y Gubernativa del Reino, es designado para el mando del ejército del Centro.
El 23 de noviembre de 1808 participó en la batalla de Tudela, que perdió a causa de falta de medios y no ser capitán general —otros generales le discutían las órdenes, Palafox, por ejemplo—. Tras el desastre de la batalla de Somosierra, se produjo un motín donde murió asesinado el 7 de enero de 1809 el general Benito de San Juan, del que milagrosamente escapó Castaños.
Entre el 1 de febrero de 1810 y el 29 de mayo de 1810 fue presidente del Consejo de Regencia de España e Indias.
Entre septiembre y octubre de 1812, comandando el VI Ejército español y con cuartel general en Quintanilla Vivar, tomó parte en el asedio de Burgos bajo el mando del duque de Wellington.
El 12 de agosto de 1813 fue sustituido por la Regencia del mando del IV Ejército español o Ejército de Galicia, siendo relevado por el general Manuel Freire.

### Participación en la vida política durante los reinados de Fernando VII e Isabel II
En el reinado de Fernando VII, se mantuvo fiel a la causa absolutista, lo que le valió la confianza del monarca y la designación para algunos cargos; a finales de agosto de 1815 ocupó brevemente el Rosellón, durante la Séptima Coalición. Participó como capitán general de Cataluña en ese momento en la incoación y revisión de expedientes penales que desembocaron en la ejecución, en 1817, del teniente general Luis Lacy y Gautier, liberal constitucionalista sublevado y anteriormente más bien breve capitán general de Cataluña también, junto al fugado Francisco Milans del Bosch (San Vicente de Montalt, 1769-ib., 1834).

#### Revolución de 1820
El viernes 10 de marzo de 1820 se inicia un movimiento revolucionario en Barcelona que acaba destituyendo al general Castaños, capitán general de Cataluña, así como al teniente general Copons y Navia y al gobernador de la ciudad, Pedro de Grimarest. El teniente general Pedro Villacampa se hizo cargo de la situación y declaró ante el pueblo la vigencia de la Constitución de 1812. 
El general Castaños hubo de salir de Barcelona la madrugada del 14 de marzo rumbo a Castilla, acompañado de un oficial y 14 soldados.

#### Gobierno absolutista
Fue elegido en 1825 para presidir la Real Junta Consultiva de Gobierno, órgano encargado de proponer diversas mejoras administrativas.
Fue nombrado presidente del Consejo de Estado y las Cortes que aclamaron a Isabel como princesa de Asturias, luego Isabel II. El 12 de julio de 1833, se le otorgó el título de duque de Bailén. Más tarde, presidió el Consejo de Regencia durante la minoría de Isabel II y, finalmente, fue tutor de la reina en 1844.

### Muerte
Después de recibir en su dilatada vida los más altos honores, títulos y nombramientos del Reino, fallece en Madrid el 24 de septiembre de 1852, a los noventa y cuatro años de edad, y en la más absoluta penuria económica. Al no haber contraído matrimonio, el título de duque de Bailén recayó en el hijo de su hermana María Concepción, Luis Carondelet Castaños, y posteriormente en el hijo de este, Eduardo de Carondelet y Donado, quien a su vez era desde 1851 primer marqués de Portugalete.
Estuvo enterrado en el Panteón de Hombres Ilustres de Madrid hasta 1963, año en el que sus restos mortales son trasladados solemnemente a Bailén y depositados en la iglesia parroquial de la Encarnación con su mausoleo original. El general Castaños descansa en esta ciudad junto a la Virgen de Zocueca, patrona de Bailén, de la que era muy devoto y a la que donó sus condecoraciones militares en 1823.

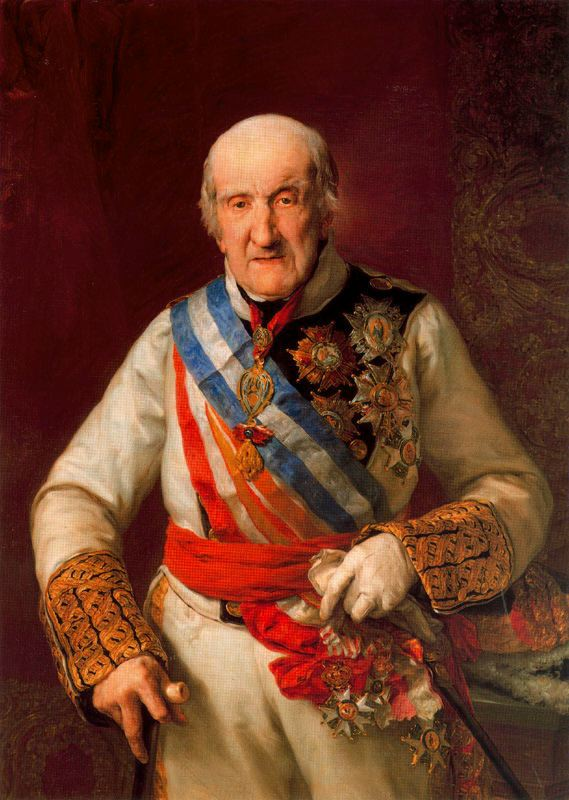
El general Castaños (1848). Vicente López.

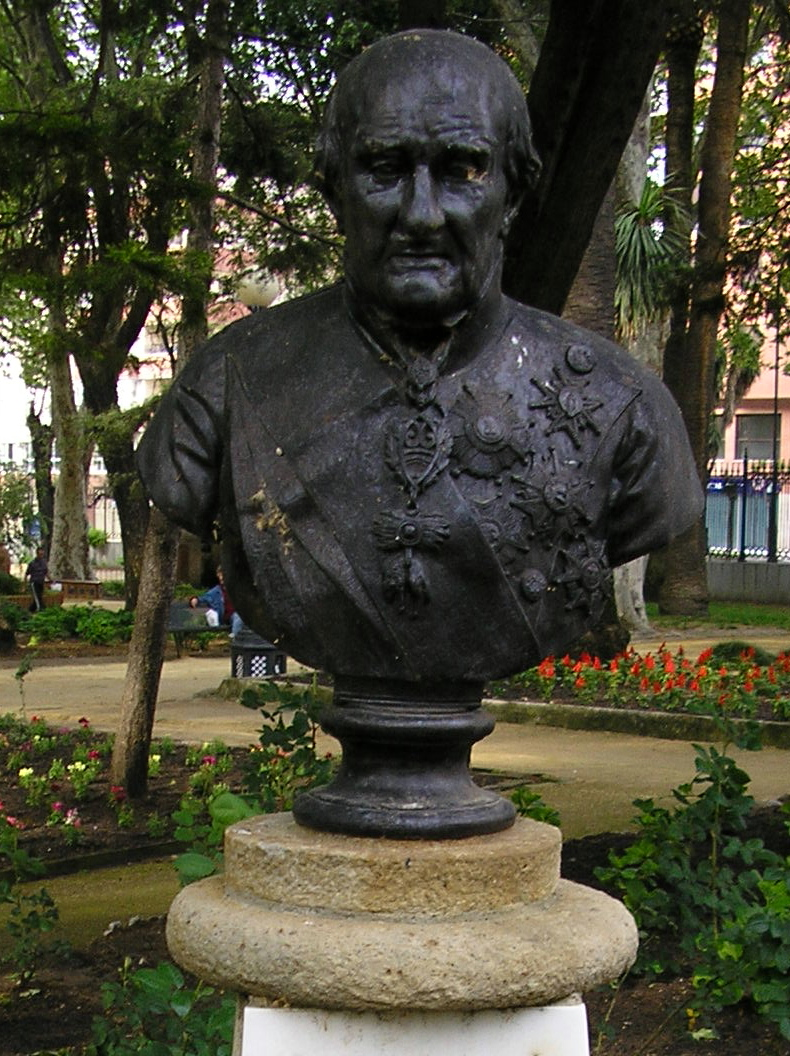
Busto de bronce del general Castaños en Algeciras, Cádiz.

| Predecesor: Primer titular                               | Duque de Bailén 1833-1852                                                            | Sucesor: Luis Carondelet Castaños          |
| Predecesor: Juan Acisclo de Vera (Junta Suprema Central) | Presidente del Consejo de Regencia de España e Indias 1810 (1 de febrero-29 de mayo) | Sucesor: Pedro de Quevedo y Quintano       |
| Predecesor: José María Puig de Samper                    | Presidente del Consejo de Castilla 1832-1834                                         | Sucesor: Francisco Fernández del Pino      |
| Predecesor: Andrés Pérez de Herrasti                     | Capitán general de Cataluña 1815-1820                                                | Sucesor: Pedro Villacampa y Maza de Lizana |